# おはようTODAY
おはようTODAYはテレビ朝日で1985年4月1日から1986年3月28日まで平日朝6:00 - 7:15（JST）に放送された報道・情報番組である。

## 概略
各局が朝6時台に報道・情報系のワイド番組を編成するようになり、テレ朝もそれへの対抗として以前からこの時間帯で放送していた「おはよう!CNN」（6:30-7:00）、「ANNニュースセブン」（7:00-7:15）を内包して番組をスタートさせた。当時、テレ朝の親会社である、朝日新聞をはじめとするの朝刊各誌の広告には、「TODAY」の文字の「O」の間に「NEWS」と書かれており、この番組の呼称を「NEWSおはようTODAY」と呼んでいた人も少なくなかった（新聞等の番組表では「NおはようTODAY」と表記されることが多かったこともある。Nはニュースのマークである）。
複雑なネット調整
先述のように、既存の番組を統合した番組であるが、当初の構想段階では既存のCNN枠やANN枠をすべて統合するという案もあったという。
しかしANN系列各局（特に長年独自制作番組を編成している朝日放送）や、「ニュースセブン」もしくは「おはよう!CNN」のみをネットしていた他系列局との枠調整が難航した。特に「飛び乗り」「飛び降り」への対応を考えるとそれぞれの既存番組枠は外せないことから、結局テレ朝及び一部系列局のみがネットする格好でスタートした。
窮屈な番組進行
このように、ネット調整がうまくいかなかったため、「おはよう!CNN」「ニュースセブン」の2番組は従前通り「単独番組」としてネット出来るよう番組構成は分けられた。これにより、この番組独自の構成・進行は6時台前半のみとなり、この30分間でニュース・スポーツ・天気およびその他の情報を伝えるという窮屈な進行となってしまった。
ただそれでも、ワイド番組としての体裁を保つという意味もあり、キャスターは全時間帯を通しで担当していた。このスタイルは、後の「CNNデイブレイク」と「ANNニュースフレッシュ」でも踏襲された。
名古屋テレビのように、フルネットしながら「ニュースセブン」のみ独立番組扱いした局もある。「セブン」の最後に浜尾が本番組としての締めの挨拶をする場面は画面フェードアウトで未ネットとしていた。
最終回
最終回冒頭では、進行の二人が在原業平「世の中にたえて桜のなかりせば春の心はのどけからまし」を持ち出し、桜の花に例えて番組終了を告知した。

## キャスター
| 期間      | 期間      | メイン   | アシスタント |
| --------- | --------- | -------- | ------------ |
| 1985.4.1  | 1985.10.4 | 渥美克彦 | 渡辺みなみ   |
| 1985.10.7 | 1986.3.28 | 坂本明美 | 浜尾朱美     |

この番組は、テレビ朝日がアークヒルズの放送センターへ生番組・報道番組の制作・送出機能を移転させる半年前にスタートしたが、アークヒルズへの移転を契機としてメーンキャスターを入れ替えている。
余談として、浜尾朱美は女優からキャスターに転向した最初の番組について、「筑紫哲也ニュース23」（TBS）であると誤解されがちであるが、実際にはこの番組がキャスター転向後最初の番組である。

## エピソード
- 1986年、フィリピン情勢の急変を受けて6時台前半の構成を変更し、このニュースを中心にした際は通常ネットしていない一部ネット局でも「報道特番扱い」として臨時にネットした。

- ANN系列の朝ニュースでスポーツニュースを単独コーナーとして初めて扱ったのは、この番組である。